# Amiantastis
Amiantastis é um gênero de mariposa pertencente à família Acrolophidae.